# Liste der Fernstraßen in Argentinien

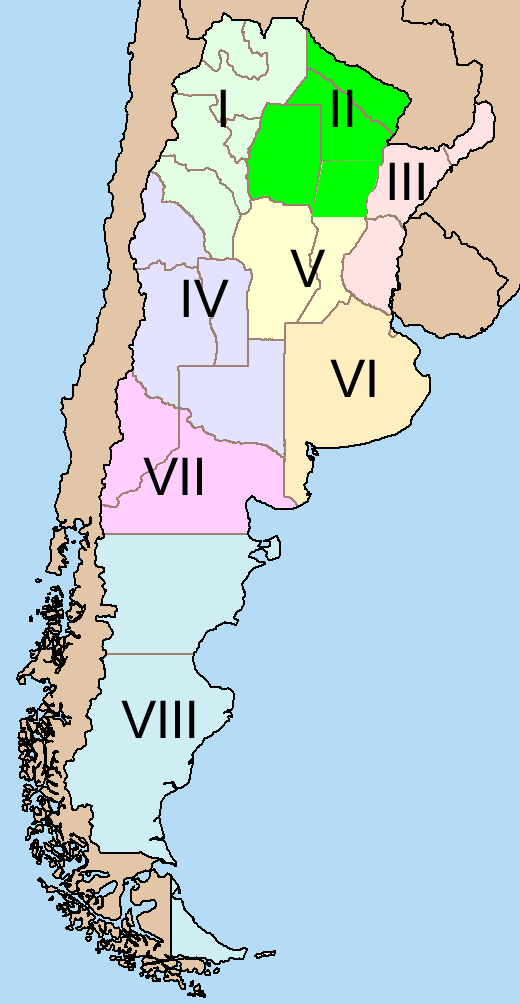
Einteilung der Nummerierung der argentinischen Nationalstraßen:
Region I: 51-80
Region II: 81-100
Region III: 101-140
Region IV: 141-155
Region V: 156-185
Region VI: 186-230
Region VII: 231-255
Region VIII: 256-300

Das argentinische Fernstraßennetz geht in seiner Grundstruktur auf das Wegenetz in der Kolonialzeit sowie im 19. Jahrhundert gebauten und sternförmig auf die Hauptstadt Buenos Aires ausgerichtete Straßen zurück. In der ersten Hälfte des 20. Jahrhunderts wurden vermehrt Querverbindungen eingerichtet, die jedoch zum Teil bis heute schwer passierbare Erdstraßen geblieben sind.
Im Jahr 1936 wurde das heutige Nummerierungsschema entworfen. Das Straßennetz gliedert sich demnach in Nationalstraßen (rutas nacionales) und Provinzstraßen (rutas provinciales). Es gibt auch einige Autobahnen, die aber meist als National- oder auch Provinzstraßen geführt werden, einige davon mit einem A vor der Nummerierung. Ausnahme von dieser Regel sind Stadtautobahnen, die denselben Status wie normale Stadtstraßen innehaben.
Viele Fernstraßen wurden seit den 1990er Jahren privatisiert, darunter der Großteil der wichtigsten Nationalstraßen. Dabei verkauft der Staat jedoch nicht die Straßen an sich, sondern gibt mehrere Jahrzehnte dauernde Konzessionen für die Instandhaltung gegen die Erlaubnis, Maut zu verlangen, aus.

## Bekannte Fernstraßen
Insbesondere einige Routen, die durch verschiedene attraktive Landschaften führen oder historische Stätten verbinden, sind bei Touristen und Abenteurern der ganzen Welt bekannt.
Berühmt ist die Ruta Nacional 9, die bereits in der Kolonialzeit wichtige Verbindung zwischen Buenos Aires und Lima bzw. Potosí, die durch die historisch bedeutenden Städte Rosario, Córdoba, Santiago del Estero, Tucumán, Salta, Jujuy und Humahuaca führt und die wichtigste Entwicklungsachse Argentiniens überhaupt darstellt: etwa 20 Millionen Menschen – 60 % der Einwohner des Landes – wohnen in ihrem Einzugsraum.
Bei Abenteuertouristen sind die beliebtesten Straßen die längste Straße Argentiniens überhaupt, die Ruta Nacional 40, die den ganzen Westen Argentiniens von Nord nach Süd durchzieht, und die Ruta Nacional 3, die von Buenos Aires bis nach Ushuaia in Feuerland, ans "Ende der Welt" – wie die Gegend oft genannt wird – führt.

## Autobahnen
Bestehende Autobahnen gibt es derzeit in Argentinien vor allem im Pampa-Raum sowie um die größten Städte. Es ist geplant, in den nächsten zehn Jahren das Autobahnnetz stark auszubauen. Dies sollte schon in den 1980er Jahren geschehen, Wirtschaftskrisen und andere Probleme verzögerten die Pläne jedoch.

### Vierspurige National- und Provinzstraßen

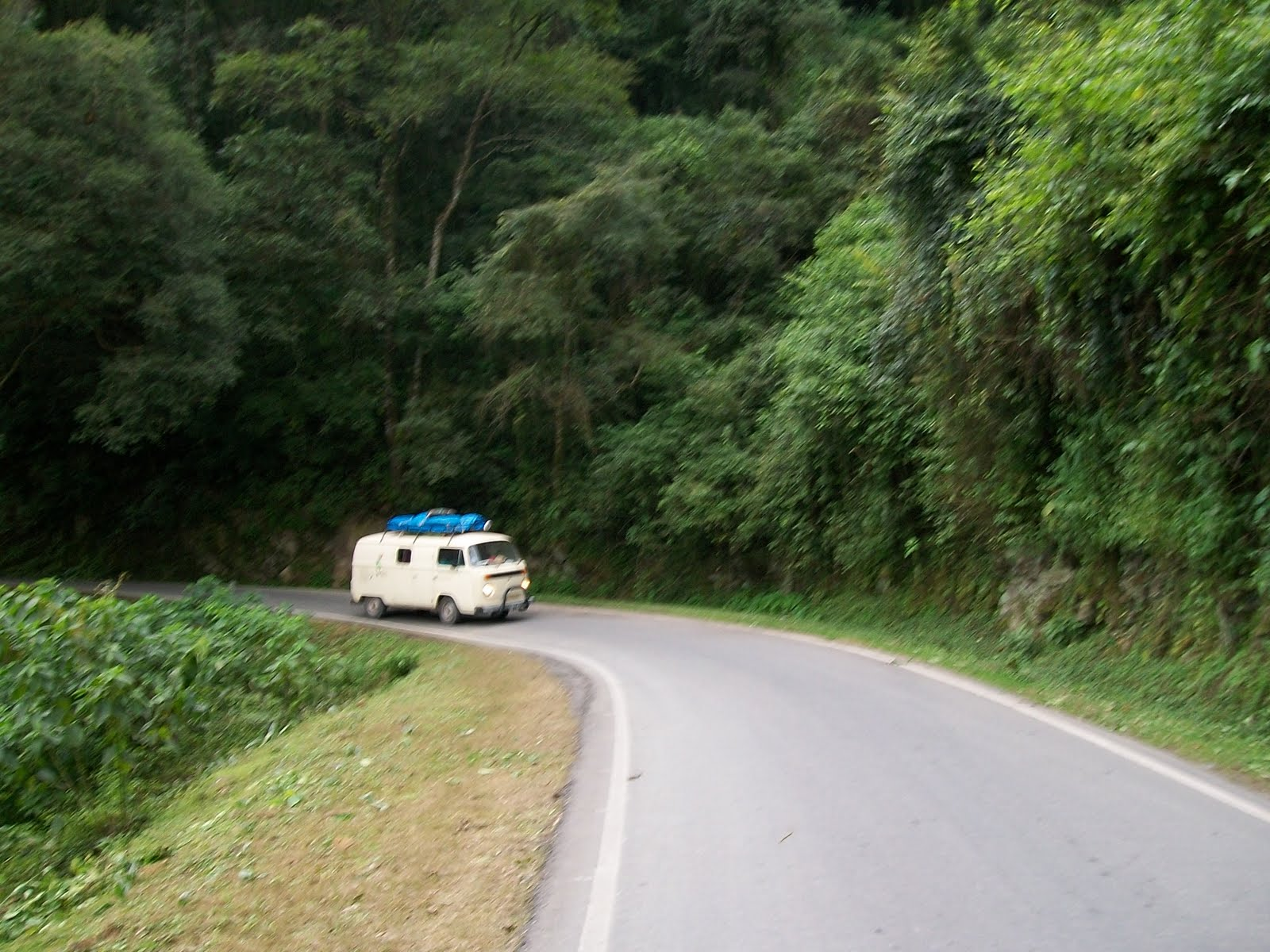
Ruta Nacional 9: Salta-Jujuy

Folgende Strecken sind autobahnähnlich ausgebaut (Stand Mitte 2012):
- Ruta Nacional 1: Buenos Aires – La Plata
- Ruta Nacional 3: Cañuelas – San Miguel del Monte, Comodoro Rivadavia – Rada Tilly
- Ruta Nacional 7: Buenos Aires – Luján, Villa Mercedes – Mautstation Desaguadero und La Paz – Mendoza
- Ruta Nacional 8: Buenos Aires – Pilar
- Ruta Nacional 9: Buenos Aires – Rosario – Córdoba, Banda del Río Salí – San Miguel de Tucumán – El Cadillal
- Ruta Nacional 12: Zárate – Concepción del Uruguay, Bonpland – Paso de los Libres
- Ruta Nacional 19: Santo Tomé (bei Santa Fe) – Frontera (bei San Francisco)
- Ruta Nacional 20: Córdoba – Villa Carlos Paz
- Ruta Nacional 38: Famaillá – San Miguel de Tucumán
- Ruta Nacional 40: Tunuyán – Mendoza – Las Heras
- Ruta Nacional 66: Perico – San Salvador de Jujuy
- Ruta Nacional 205: Buenos Aires – Cañuelas
- Ruta Provincial 2 (Buenos Aires): Buenos Aires – Mar del Plata
- Ruta Provincial 6 (Buenos Aires): Campana – General Rodríguez
- Ruta Provincial 63 (Buenos Aires): Dolores – Ruta Provincial 11 (nahe San Clemente del Tuyú)
- Ruta Provincial 74 (Buenos Aires): Las Armas – General Madariaga (nahe Pinamar)
- Ruta Provincial 5 (Córdoba): Córdoba – Los Cedros
- Ruta Provincial E-53 (Córdoba): Río Ceballos – Salsipuedes
- Ruta Provincial 20 (San Luis): Juana Koslay (bei San Luis) – La Toma
- Ruta Provincial 55 (San Luis): Arizona – Villa Mercedes – Santa Rosa del Conlara
- Ruta Provincial AP-01 (Santa Fe): Rosario – Santa Fe

Folgende Strecken befinden sich in Bau:
- Ruta Nacional 3: Puerto Madryn – Trelew, Rada Tilly – Caleta Olivia
- Ruta Nacional 7: Mautstation Desaguadero – La Paz (Mendoza)
- Ruta Nacional 8: Pilar – Pergamino
- Ruta Nacional 9: Córdoba – Estación Juárez Celman (bisher nur einspurig befahrbar, Bau seit 1999 unterbrochen)
- Ruta Nacional 14: Concepción del Uruguay – Bonpland (Corrientes)
- Ruta Provincial 6 (Buenos Aires): General Rodríguez – La Plata
- Ruta Provincial 5 (Córdoba): Los Cedros – Alta Gracia
- Ruta Provincial E-53 (Córdoba): Córdoba – Río Ceballos

### A-Nationalstraßen
Einige Straßen, von denen nicht alle wirkliche Autobahnen sind, sind mit einem A vor der Nummer gekennzeichnet. Dies sind folgende:
- A001: Umgehungsautobahn von Buenos Aires
- A002: Buenos Aires – Flughafen Ezeiza (Ezeiza)
- A003: Boulogne – Tigre (nördliches Gran Buenos Aires)
- A004: Hudson – Juan María Gutierrez (südliches Gran Buenos Aires)
- A005: Umgehungsstraße Río Cuarto (bisher keine Autobahn)
- A006: Las Cuevas – Monument Cristo Redentor (Provinz Mendoza, keine Autobahn)
- A007: Umgehungsautobahn Santa Fe
- A008: Umgehungsautobahn Rosario
- A009: Reconquista – Puerto Reconquista (keine Autobahn)
- A010: Zubringer von Puerto Madryn zur Ruta Nacional 3 (keine Autobahn)
- A011: Clorinda – Puerto Pilcomayo (keine Autobahn, Grenzstraße nach Paraguay)
- A012: Äußere Umgehungsstraße von Rosario, zweite Spur in Bau
- A014: Umgehungsautobahn von San Juan
- A015: Concordia – La Criolla (keine Autobahn, Grenzstraße nach Uruguay)
- A016: San Miguel de Tucumán – Flughafen San Miguel de Tucumán (keine Autobahn, aber kreuzungsfreie Schnellstraße)
- A019: Umgehungsautobahn Córdoba
- A023: Río Tala – San Pedro (Provinz Buenos Aires, keine Autobahn)
- A024: Zubringer von Campana zur Ruta Nacional 9 (keine Autobahn)
- A025: Zubringer von San Antonio Este zur Ruta Nacional 3 (keine Autobahn)
- A026: Zubringer von San Antonio Oeste zur Ruta Nacional 3 (keine Autobahn)
- ex A029: Rosario – Santa Fe. Die Autobahn untersteht heute der Provinz Santa Fe.

## Rutas Nacionales
Das Nationalstraßennetz umfasste 2006 118 Straßen. 33.235 km des Netzes waren asphaltiert, 3.577 km befestigte Schotterstraßen und 1.500 unbefestigte Erdpisten.
Die Nummerierung der Nationalstraßen 1-9 richtete sich ursprünglich danach, in welche Richtung im Uhrzeigersinn von Buenos Aires aus gesehen die Straße verlief. Da Buenos Aires wegen seiner Lage am Río de la Plata nur Zufahrten von Südost bis Nord erlaubt, ist die Ruta Nacional 1 die südöstlichste Zufahrt zur Stadt, während die Ruta Nacional 9 die nördlichste Zufahrt bildet.
Erweitert wird dieser "Stern" durch die Rutas 11-14, die von der Ruta 9 in nordöstlicher Richtung abzweigen und die Logik weiterführen: die Ruta 14 verläuft parallel zur Ostgrenze Argentiniens.
Einige Nummern blieben unbelegt: 4, 6, 10 und 13. Die Ruta Nacional 1 ist nur eine relativ kurze Zubringerstraße, die Ruta Nacional 2 wurde nach ihrem Ausbau in den 90er Jahren zur Provinzstraße umgestuft.
Die Nummern 15 bis 50 sind für überregionale Nationalstraßen reserviert, die nicht direkt mit dem Stern um Buenos Aires verbunden sind. Dabei bezeichnen die Nummern 15 bis 30 Ost-West-Verbindungen, die zwischen 31 und 40 Nord-Süd-Verbindungen und die zwischen 41 und 50 sonstige Straßen, die nicht in das Schema passen. Ab der Ruta Nacional 51 handelt es sich um regionale Nationalstraßen, deren Nummern nach Regionen (Region I bis VIII) eingeteilt sind.
Fettgedruckte Straßen bezeichnen wichtige Fernverbindungen. Wenn nicht anders genannt, wird die Straße in Ost-West-Richtung angegeben.

### Stern um Buenos Aires und Rosario (RN 1-14)
- Ruta Nacional 1: Buenos Aires-La Plata
- Ruta Nacional 3: San Justo (Partido La Matanza, bei Buenos Aires) - Ushuaia
- Ruta Nacional 5: Luján – Santa Rosa de Toay
- Ruta Nacional 7: Buenos Aires – Las Cuevas (Grenzübergang nach Chile in der Provinz Mendoza)
- Ruta Nacional 8: Ingeniero Pablo Nougués – Villa Mercedes
- Ruta Nacional 9: Buenos Aires – La Quiaca (Grenzübergang nach Bolivien in der Provinz Jujuy)
- Ruta Nacional 11: Rosario – Clorinda (Grenzübergang nach Paraguay in der Provinz Formosa)
- Ruta Nacional 12: Zárate – Puerto Iguazú (Grenzübergang nach Brasilien in der Provinz Misiones, Westroute)
- Ruta Nacional 14: Ceibas – Bernardo de Irigoyen (Grenzübergang nach Brasilien in der Provinz Misiones, Ostroute)

### Ost-West-Verbindungen (RN 16-30)
- Ruta Nacional 16: Resistencia – Metán (Provinz Salta, nördlichste asphaltierte Ost-West-Verbindung)
- Die Rutas 18, 168, 19 und 20 bilden eine Querverbindung zwischen der Grenze zu Uruguay bei Concordia und San Juan im Westen des Landes. Es ist geplant, sie in eine Autobahn auszubauen.
  - Ruta Nacional 18: Concordia (Grenzübergang zu Uruguay) – Paraná
  - Ruta Nacional 168: Paraná – Santa Fe (kurzes Zwischenstück)
  - Ruta Nacional 19: Santa Fe – Córdoba
  - Ruta Nacional 20: Córdoba – San Juan
- Ruta Nacional 22: Bahía Blanca – Paso de Pino Hachado (Grenzübergang nach Chile, Provinz Neuquén)
- Ruta Nacional 23: San Antonio Oeste – Bariloche
- Ruta Nacional 25: Rawson – Esquel
- Ruta Nacional 26: Comodoro Rivadavia – Paso Coyhaique (Grenzübergang nach Chile, Provinz Chubut)

### Nord-Süd-Verbindungen (RN 31-40)
- Ruta Nacional 33: Rosario – Bahía Blanca
- Ruta Nacional 34: Rosario – Pocitos (Grenzübergang nach Bolivien, Provinz Salta)
- Ruta Nacional 35: Bahía Blanca – Río Cuarto
- Ruta Nacional 36: Río Cuarto – Córdoba (Zubringer zur RN 35)
- Ruta Nacional 38: Córdoba – San Miguel de Tucumán
- Ruta Nacional 40: Cabo Vírgenes (bei Río Gallegos) – Ciénagas de Paicone (Grenze zu Bolivien)

### Sonstige Straßen (RN 41-50)
- Ruta Nacional 50: Pichanal – Aguas Blancas (Grenzübergang nach Bolivien, Provinz Salta; Anschlussstrecke an die RN 34)

### Region I (Nordwesten) RN 51-80
- Ruta Nacional 51: Salta – Paso Sico (Grenzübergang nach Chile, Provinz Salta)
- Ruta Nacional 52: Purmamarca – Paso de Jama (Grenzübergang nach Chile, Provinz Jujuy; nördlichste asphaltierte Andenpassstraße Südamerikas)
- Ruta Nacional 60: Villa del Totoral (bei Córdoba) – Paso de San Francisco (Grenzübergang nach Chile)
- Ruta Nacional 64: La Viña (bei San Fernando del Valle de Catamarca) – Santiago del Estero
- Ruta Nacional 65: Concepción – Andalgalá
- Ruta Nacional 66: Pampa Blanca – San Salvador de Jujuy
- Ruta Nacional 68: Salta – Cafayate
- Ruta Nacional 74: Patquía – Nonogasta
- Ruta Nacional 75: La Rioja – Aimogasta
- Ruta Nacional 76: Grenze zwischen San Juan und La Rioja – Paso de Pircas Negras (Grenze zu Chile)
- Ruta Nacional 77: Desiderio Tello (La Rioja) – El Chaco (Córdoba)
- Ruta Nacional 78: Ruta Nacional 40 – Famatina – Grenze zwischen La Rioja und Catamarca
- Ruta Nacional 79: Quines (Provinz San Luis) – Casa de Piedra (Provinz Catamarca)

### Region II (Norden) RN 81-100
- Ruta Nacional 81: Formosa – Gral. Ballivián (Provinz Salta)
- Ruta Nacional 86: Clorinda (Grenzübergang nach Paraguay) – Tartagal (nördlichste Ost-West-Verbindung Argentiniens)
- Ruta Nacional 89: Resistencia – Taboada (bei Santiago del Estero)
- Ruta Nacional 95: Va. Gral Güemes (Provinz Formosa) – Ceres (Prov. Santa Fe)
- Ruta Nacional 98: Vera (Prov. Santa Fe) – Colonia Dora (bei Santiago del Estero)

### Region III (Nordosten) RN 101-140
- Ruta Nacional 101: Puerto Iguazú – Bernardo de Irigoyen (Prov. Misiones, parallel zur Grenze zu Brasilien)
- Ruta Nacional 105: Apóstoles (Prov. Misiones) – Posadas
- Ruta Nacional 117: Paso de los Libres – Uruguaiana (Brasilien, Nationalstraße bis zur Grenze)
- Ruta Nacional 118: Villa Olivari – Saladas (Prov. Corrientes)
- Ruta Nacional 119: Cuatro Bocas – Mercedes (Prov. Corrientes)
- Ruta Nacional 120: Zubringer zwischen RN 12 und RN 14 im Nordosten der Provinz Corrientes, nahe Gobernador Virasoro
- Ruta Nacional 121: Santo Tomé – Grenze zu Brasilien (bei Sao Borja)
- Ruta Nacional 122: Yapeyú – Ruta Nacional 14 (Zubringer)
- Ruta Nacional 123: 9 de Julio (Prov. Corrientes) – Paso de los Libres
- Ruta Nacional 127: Cuatro Bocas – Paraná
- Ruta Nacional 130: Colón – Villaguay
- Ruta Nacional 131: Concepción del Uruguay – Gdor. Echagüe (xRN 12)
- Ruta Nacional 135: Colón – Grenze zu Uruguay (bei Paysandú)
- Ruta Nacional 136: Gualeguaychú – Puente Internacional Gral. San Martín (Grenzübergang nach Uruguay)

### Region IV (Westen) RN 141-155
- Ruta Nacional 141: San Juan – Chepes
- Ruta Nacional 142: Mendoza – Encón (Prov. San Juan)
- Ruta Nacional 143: Pareditas (Prov. Mendoza) – Algarrobo del Aguila (Prov. La Pampa)
- Ruta Nacional 144: Zubringer zwischen RN 143 und RN 40 (Süden der Provinz Mendoza)
- Ruta Nacional 145: Bardas Blancas (Mendoza) – Paso Pehuenche (Grenze nach Chile)
- Ruta Nacional 146: San Rafael – Luján (Provinz San Luis)
- Ruta Nacional 147: San Luis – La Chañarienta
- Ruta Nacional 149: Uspallata (Mendoza) – Las Flores (San Juan)
- Ruta Nacional 150: Patquía (Prov. La Rioja) – Paso del Agua Negra (Grenzübergang nach Chile, Provinz San Juan)
- Ruta Nacional 151: Neuquén – Algarrobo del Aguila (Prov. La Pampa)
- Ruta Nacional 152: Padre Angel Buodo (bei Santa Rosa de Toay) – Chelforó (Prov. Río Negro)
- Ruta Nacional 153: Las Catitas – Real del Padre (Prov. Mendoza)
- Ruta Nacional 154: Hucal (Prov. La Pampa) – Río Colorado (Prov. Río Negro) (Teil einer wichtigen Nord-Süd-Verbindung)

### Region V (Zentrum) RN 156-185
- Ruta Nacional 157: San Miguel de Tucumán – Salinas Grandes
- Ruta Nacional 158: San Francisco – Río Cuarto
- Ruta Nacional 168: Santa Fé – Paraná (s. o.)
- Ruta Nacional 173: Ruta Nacional 11 (km. 388) – Puerto Aragón (Santa Fe)
- Ruta Nacional 174: Rosario – Victoria
- Ruta Nacional 175: Ruta Nacional 11 (km. 334) – Puerto General San Martín (Santa Fe)
- Ruta Nacional 177: Ruta Nacional 9 (km. 246) – Villa Constitución (Santa Fe)
- Ruta Nacional 178: Pergamino – Las Rosas

### Region VI (Provinz Buenos Aires) RN 186-230
- Ruta Nacional 188: San Nicolás de los Arroyos – General Alvear (Prov. Mendoza) – Wichtige Ost-West-Verbindung
- Ruta Nacional 193: Zárate – Solís
- Ruta Nacional 205: Buenos Aires – San Carlos de Bolivar
- Ruta Nacional 226: Mar del Plata – General Villegas
- Ruta Nacional 228: Necochea – Tres Arroyos
- Ruta Nacional 229: Bahía Blanca – Punta Alta

### Region VII (Neuquén und Río Negro, z. T. Buenos Aires) RN 231-255
- Ruta Nacional 231: San Carlos de Bariloche – Paso Puyehue (Grenzübergang nach Chile)
- Ruta Nacional 232: Grenze zwischen La Pampa und Río Negro – Chelforó
- Ruta Nacional 234: Correntoso – La Rinconada (Prov. Neuquén)
- Ruta Nacional 237: Neuquén – San Carlos de Bariloche
- Ruta Nacional 242: Las Lajas – Paso Pino Hachado (Grenze nach Chile)
- Ruta Nacional 249: Bahía Blanca – Punta Alta (Zubringer)
- Ruta Nacional 250: Viedma – Choele Choel
- Ruta Nacional 251: Río Colorado – San Antonio Oeste (Teil einer wichtigen Nord-Süd-Verbindung)
- Ruta Nacional 252: Grünbein – Ingeniero White

### Region VIII (Chubut und Santa Cruz) RN 256-300
- Ruta Nacional 259: Esquel – Los Cipreces (Grenzübergang nach Chile)
- Ruta Nacional 260: Ruta Nacional 40 – Paso Huemules (Grenze nach Chile, Provinz Chubut)
- Ruta Nacional 281: Fitz Roy – Puerto Deseado
- Ruta Nacional 288: Comandante Luis Piedra Buena – Tres Lagos (Prov. Santa Cruz)
- Ruta Nacional 293: Rospentek Aike – Paso Laurita/Casas Viejas (Grenze nach Chile, Prov. Santa Cruz)

### Straßen auf Feuerland (A-J)
Die Straßen auf Feuerland sind mit Buchstaben durchnummeriert und gelten als Nationalstraßen, obwohl sie teilweise nur kurz sind. Dieser Brauch stammt aus der Zeit, als die Provinz Nationalterritorium war und sich daher der Nationalstaat um die Straßen kümmerte.
- Ruta Nacional A: Viamonte – Estancia María Luisa
- Ruta Nacional B: Río Grande – Comisaría Radman (Grenze zu Chile, aber kein offizieller Grenzübergang!)
- Ruta Nacional C: Río Grande – Estancia El Salvador (Grenze zu Chile)
- Ruta Nacional D: Río Grande – Estancia Marina
- Ruta Nacional E: Río Grande – Estancia Río Apen
- Ruta Nacional F: Río Grande – Estancia Carmen (Lago Yehuin)
- Ruta Nacional H: Estancia María (RN3) – Estancia Carmen (Lago Yehuin)
- Ruta Nacional J: Ushuaia –  Estancia Moat (südlichste Straße Argentiniens, auch bekannt als Ruta Nacional 0)

## Wichtige Provinzstraßen

### Buenos Aires
- Ruta Provincial 2 (ex. Nacional 2): Buenos Aires – Mar del Plata
- Ruta Provincial 4: San Isidro – Quilmes (innere Ringstraße um Buenos Aires)
- Ruta Provincial 6: Campana – La Plata (mittlere Ringstraße um Buenos Aires)
- Ruta Provincial 11: Punta Lara – Mar del Sur
- Ruta Provincial 29: Buenos Aires – Balcarce
- Ruta Provincial 41: Baradero – Castelli (äußere Ringstraße um den Ballungsraum Buenos Aires)
- Ruta Provincial 51: Ramallo – Bahía Blanca
- Ruta Provincial 65: Junín – Guamini
- Ruta Provincial 74: Pinamar – Benito Juárez

### Catamarca
- Ruta Provincial 42: San Fernando del Valle de Catamarca – Las Cañas (kürzeste Verbindung nach Santiago del Estero)

### Córdoba
- Ruta Provincial 4: Villa María – Laboulaye
- Ruta Provincial 5: Córdoba – Almafuerte
- Ruta Provincial 17: Charbonier – Brinkmann

### Corrientes
- Ruta Provincial 40: Mercedes – Posadas

### Chaco
- Ruta Provincial 94: Avla Terral – Gral. Pinedo

### Chubut
- Ruta Provincial 1: Puerto Lobos – Comodoro Rivadavia (Küstenstraße)
- Ruta Provincial 2: Puerto Madryn – Puerto Pirámides
- Ruta Provincial 4: Puerto Madryn – El Bolsón
- Ruta Provincial 20: Facundo – José de San Martín

### Entre Rios
- Ruta Provincial 1: La Paz – San José de Feliciano
- Ruta Provincial 6: Gualeguay – La Paz
- Ruta Provincial 11: Gualeguay – Paraná

### Formosa
- Ruta Provincial 3: Espinillo – El Colorado (beste Nord-Süd-Verbindung, ehemalige RN 90)

### Jujuy
- Ruta Provincial 70: Cauchari – La Quiaca (Westtangente der Provinz)

### La Pampa
- Ruta Provincial 1: Coronel Lagos – Río Colorado (Nord-Süd-Verbindung, asphaltiert)
- Ruta Provincial 10: Winfreda – Cerro Negro (Nord-Querverbindung, asphaltiert)
- Ruta Provincial 20: General Acha – 25 de Mayo (Süd-Querverbindung, asphaltiert)

### La Rioja
- Ruta Provincial 26: Los Baldecitos – Vinchina

### Mendoza
- Ruta Provincial 153: Las Catitas – General Alvear (Nord-Süd-Verbindung im Osten)

### Misiones
- Ruta Provincial 17: Eldorado – Bernardo de Irigoyen (Grenzübergang nach Brasilien)

### Neuquén
- Ruta Provincial 6: El Cruce – Paso de Copulhue (Grenzübergang nach Chile)
- Ruta Provincial 7: Neuquén – El Tril
- Ruta Provincial 17: Picun Leufú – Añelo

### Río Negro
- Ruta Provincial 1: Viedma – Puerto Lobos (Grenze zur Provinz Chubut, parallel zur Küste)
- Ruta Provincial 2: El Solito – San Antonio Oeste
- Ruta Provincial 4: Céspedes – Valcheta
- Ruta Provincial 5: Playas Doradas – Maquinchao
- Ruta Provincial 6: Embalse Casa de Piedra (La Pampa) – El Maitén (Chubut)

### Salta
- Ruta Provincial 5: Lumbrera – Pichanal
- Ruta Provincial 17: Salar de Pocitos – Salar del Hombre Muerto (Catamarca)
- Ruta Provincial 27: Cauchari – Mina La Casualidad
- Ruta Provincial 33: Salta – Payogasta

### San Juan
- ex Ruta Provincial 12: San Juan – Calingasta (heute RN 141)
- Ruta Provincial 412: Uspallata (Mendoza) – Iglesia
- Ruta Provincial 436: Talacasto – Iglesia
- Ruta Provincial 510: Marayes – Los Baldecitos

### San Luis
- Ruta Provincial 1: Villa Mercedes – Merlo (Grenze zu Córdoba)
- Ruta Provincial 3: Leandro N. Alem – Anchorena
- Ruta Provincial 55: Grenze nach La Pampa (nahe Arizona) – Santa Rosa del Conlara (Osttangente)

### Santa Cruz
- Ruta Provincial 5: Río Gallegos – El Calafate
- Ruta Provincial 9: Monte León – El Calafate
- Ruta Provincial 12: Caleta Olivia – La Rosita
- Ruta Provincial 25: Puerto San Julián – Tamel Aike
- Ruta Provincial 43: Fitz Roy – Los Antiguos (Grenzübergang nach Chile) – Wichtigste Ost-West-Verbindung Südpatagoniens

### Santa Fe
- Ruta Provincial 1: Santa Fe – Reconquista
- Ruta Provincial 2: San Justo – Tostado
- Ruta Provincial 13: Las Rosas – San Cristóbal
- Ruta Provincial 14: Rosario – Diego de Alvear (Buenos Aires)

### Santiago del Estero
- Ruta Provincial 92 / 5: Santiago del Estero – Tintina – Monte Quemado
- Ruta Provincial 6: Villa Ojo de Agua – Pampa de los Guanacos

### Tucumán
- Ruta Provincial 307: Monteros – Quilmes